# ژان برو
ژان برو (انگلیسی: Jean Béraud؛ ۱۲ ژانویهٔ ۱۸۴۸ – ۴ اکتبر ۱۹۳۵) نقاش اهل فرانسه بود.
وی همچنین برندهٔ جوایزی همچون لژیون دونور (افسر) شده‌است. مقبره ژان برو در گورستان مون‌پارناس است.